# Sing, Baby, Sing
Sing, Baby, Sing ist ein Musicalfilm von Sidney Lanfield aus dem Jahr 1936. Das Lied When Did You Leave Heaven von Richard A. Whiting und Walter Bullock aus dem Musical erhielt 1937 eine Oscarnominierung als Bester Song.

## Handlung
Joan Warren, eine junge Arbeiterin aus New York City, versucht beim Vorsingen in einer Radioshow, den Durchbruch zu schaffen. Doch die Jury bevorzugt Frauen mit einer weniger bewegten Vergangenheit und einem sauberen Stammbaum. Doch Joans Agent Nicky schafft es, das Ganze zu richten. In einem Nachtclub lernt er den Star Bruce Farraday und macht ihn mit seinem Schützling bekannt. Farraday, sehr betrunken, verliebt sich sofort in Joan, klappt jedoch zusammen. Bevor er zum Krankenhaus gebracht wird, lässt Nicky den benommenen Farraday mit Joan für ein Foto posieren. So gelingt es dem Agenten einen erneuten Radioauftritt anzuberaumen, bei dem Farraday und Joan ein Duett singen.
Doch Farradays Cousin Robert versucht, das zu sabotieren, indem er Farraday auf ein Tor schickt. Es gelingt Nicky jedoch Joan und Farraday in Kansas City für einen spontanen Radioauftritt wieder zu vereinen. Die beiden singen ein Lied zusammen und Joans Traum vom Starruhm erfüllt sich.

## Hintergrund
Die Handlung des Musicals basiert lose auf der wahren Geschichte von John Barrymore und Elaine Barrie, zweier Broadway- und Filmschauspieler. Bereits das Drehbuch erhielt große Vorschusslorbeeren. Für Alice Faye in der Hauptrolle war der Film ein wichtiger Meilenstein in ihrer Karriere. Ihre Performance in dem Film galt noch vor dem Erscheinen als ihre bisher beste Arbeit und auch die Presse wurde auf Faye aufmerksam. 20th Century Fox erneuerte daher ihren Vertrag.